# 拉夫埃奇 (密西西比州)
拉夫埃奇（英語：Rough Edge）是位於美國密西西比州龐托托克縣的非建制地區。

## 地理
拉夫埃奇所處的海拔為高於海平面165米（即541英呎），而該地所採用的時區為UTC-6，即北美中部時區（CST）。同時該地設有夏令時間，為UTC-6調快一小時，即UTC-5（CDT）。